# Мале Угерце
Мале Угерце (словац. Malé Uherce) — село, громада округу Партизанське, Тренчинський край. Кадастрова площа громади — 5.97 км².
Населення 791 особа (станом на 31 грудня 2020 року).

## Історія
Мале Угерце згадується 1274 року.

## Населення
| Рік:            | 1994. | 2004.   | 2014.   | 2024.    |
| --------------- | ----- | ------- | ------- | -------- |
| Кількість осіб: | 698   | 728     | 715     | 859      |
| Різниця:        |       | +4,29 % | -1,78 % | +20,13 % |

| Рік:            | 2023. | 2024.   |
| --------------- | ----- | ------- |
| Кількість осіб: | 853   | 859     |
| Різниця:        |       | +0,70 % |